# Fletxa Valona 2021
La Fletxa Valona 2021, 85a edició de la Fletxa Valona, es va disputar el dimecres 21 d'abril de 2021, entre Charleroi i el Mur de Huy, sobre un recorregut de 193,6 kilòmetres. La cursa formava part de l'UCI World Tour 2021.
La cursa fou guanyada pel francès Julian Alaphilippe (Deceuninck-Quick Step), que s'imposà en els darrers metres d'ascensió al mur de Huy a l'eslovè Primož Roglič (Team Jumbo-Visma) i a l'espanyol Alejandro Valverde (Movistar Team), segon i tercer respectivament.

## Recorregut
La cursa presenta un recorregut de 193 quilòmetres amb alguns canvis repsecte l'edició anterior. La principal novetat és la sortida a Charleroi, a la província d'Hainaut. La cursa finalitza al tradicional Mur de Huy.
| Núm. | Nom                        | Longitud (m) | Pendent mitjà | Km    |
| ---- | -------------------------- | ------------ | ------------- | ----- |
| 1    | Cota d'Yvoir               | 2.100        | 6 %           | 51,5  |
| 2    | Cota de Thon               | 1.200        | 6,9 %         | 85,7  |
| 3    | Cota de Groynne            | 2.100        | 5 %           | 94,9  |
| 4    | Cota de Haut-Bois          | 1.200        | 7,9 %         | 100,4 |
| 5    | Cota de Gives              | 1.400        | 7,7 %         | 114,7 |
| 6    | Mur de Huy (1r pas)        | 1.300        | 10,2 %        | 130   |
| 7    | Cota d'Ereffe              | 2.200        | 5,6 %         | 142,7 |
| 8    | Cota du chemin des Gueuses | 1.900        | 6,5 %         | 152,5 |
| 9    | Mur de Huy (2n pas)        | 1.300        | 10,2 %        | 161,8 |
| 10   | Cota d'Ereffe              | 2.200        | 5,6 %         | 174,4 |
| 11   | Cota du chemin des Gueuses | 1.900        | 6,5 %         | 183,9 |
| 12   | Mur de Huy (3r pas)        | 1.300        | 10,2 %        | 193,6 |

## Equips participants
En ser la Fletxa Valona una prova de l'UCI World Tour, els 19 equips WorldTeam són automàticament convidats i obligats a prendre-hi part. A banda sis equips són convidats a prendre-hi part. A darrera hora l'UAE Team Emirates no va poder disputar la cursa per culpa d'un parell de positius de COVID-19 dins l'equip. Això va impedir la participació de Marc Hirschi, vencedor de l'edició del 2020, i Tadej Pogačar, vencedor del Tour de França de 2020.
| WorldTeams (19)- AG2R Citroën Team - Astana-Premier Tech - Bahrain Victorious - Bora-Hansgrohe - Cofidis - Deceuninck-Quick Step - EF Education-Nippo - Groupama-FDJ - Ineos Grenadiers - Intermarché-Wanty-Gobert Matériaux - Israel Start-Up Nation - Jumbo-Visma - Lotto Soudal - Movistar Team - Team BikeExchange - Team DSM - Qhubeka Assos - Trek-Segafredo - UAE Team Emirates ProTeams (6)- Alpecin-Fenix - Arkéa-Samsic - Bingoal Pauwels Sauces WB - Delko - Gazprom-RusVelo - Sport Vlaanderen-Baloise |
| |

## Classificació final
| \| Classificació general \| Classificació general \| Classificació general \| Classificació general \| Classificació general \| \| Corredor \| Corredor \| Equip \| Temps \| \| \| --------------------- \| --------------------------- \| ---------------------- \| --------------------- \| --------------------- \| \| 1r \| Julian Alaphilippe \| Deceuninck-Quick Step \| 4h 36' 25" \| \| \| 2n \| Primož Roglič \| Jumbo-Visma \| + 0" \| \| \| 3r \| Alejandro Valverde Belmonte \| Movistar Team \| + 6" \| \| \| 4t \| Michael Woods \| Israel Start-Up Nation \| + 8" \| \| \| 5è \| Warren Barguil \| Arkéa-Samsic \| + 11" \| \| \| 6è \| Thomas Pidcock \| Ineos Grenadiers \| + 11" \| \| \| 7è \| David Gaudu \| Groupama-FDJ \| + 11" \| \| \| 8è \| Esteban Chaves Rubio \| BikeExchange \| + 11" \| \| \| 9è \| Richard Carapaz Montenegro \| Ineos Grenadiers \| + 11" \| \| \| 10è \| Maximilian Schachmann \| Bora-Hansgrohe \| + 16" \| \| |                             |                        |            |
| |                             |                        |            |
| Font: ProCyclingStats |                             |                        |            |
| Classificació general |                             |                        |            |
| Corredor | Corredor                    | Equip                  | Temps      |
| 1r | Julian Alaphilippe          | Deceuninck-Quick Step  | 4h 36' 25" |
| 2n | Primož Roglič               | Jumbo-Visma            | + 0"       |
| 3r | Alejandro Valverde Belmonte | Movistar Team          | + 6"       |
| 4t | Michael Woods               | Israel Start-Up Nation | + 8"       |
| 5è | Warren Barguil              | Arkéa-Samsic           | + 11"      |
| 6è | Thomas Pidcock              | Ineos Grenadiers       | + 11"      |
| 7è | David Gaudu                 | Groupama-FDJ           | + 11"      |
| 8è | Esteban Chaves Rubio        | BikeExchange           | + 11"      |
| 9è | Richard Carapaz Montenegro  | Ineos Grenadiers       | + 11"      |
| 10è | Maximilian Schachmann       | Bora-Hansgrohe         | + 16"      |

## Llista de participants
| UAE Team Emirates UAD | UAE Team Emirates UAD                   | UAE Team Emirates UAD |
| --------------------- | --------------------------------------- | --------------------- |
| Núm                   | Ciclista                                | Pos                   |
| 1                     | Marc Hirschi (SUI)                      | NP                    |
| 2                     | Tadej Pogačar (SLO)                     | NP                    |
| 3                     | Rui Alberto Faria da Costa (POR) (ruta) | NP                    |
| 4                     | Davide Formolo (ITA)                    | NP                    |
| 5                     | Vegard Stake Laengen (NOR)              | NP                    |
| 6                     | Jan Polanc (SLO)                        | NP                    |
| 7                     | Diego Ulissi (ITA)                      | NP                    |

| AG2R Citroën Team ACT | AG2R Citroën Team ACT        | AG2R Citroën Team ACT |
| --------------------- | ---------------------------- | --------------------- |
| Núm                   | Ciclista                     | Pos                   |
| 11                    | Benoît Cosnefroy (FRA)       | 18è                   |
| 12                    | Clément Champoussin (FRA)    | 45è                   |
| 13                    | Stan Dewulf (BEL)            | DNF                   |
| 14                    | Dorian Godon (FRA)           | 59è                   |
| 15                    | Lawrence Naesen (BEL)        | 113è                  |
| 16                    | Aurélien Paret-Peintre (FRA) | 33è                   |
| 17                    | Michael Schär (SUI)          | 123è                  |

| Israel Start-Up Nation ISN | Israel Start-Up Nation ISN | Israel Start-Up Nation ISN |
| -------------------------- | -------------------------- | -------------------------- |
| Núm                        | Ciclista                   | Pos                        |
| 21                         | Michael Woods (CAN)        | 4t                         |
| 22                         | Guillaume Boivin (CAN)     | 137è                       |
| 23                         | Reto Hollenstein (SUI)     | 114è                       |
| 24                         | Daryl Impey (RSA)          | 52è                        |
| 25                         | Krists Neilands (LAT)      | 31è                        |
| 26                         | James Piccoli (CAN)        | 133è                       |
| 27                         | Guy Sagiv (ISR)            | DNF                        |

| Arkéa-Samsic ARK | Arkéa-Samsic ARK     | Arkéa-Samsic ARK |
| ---------------- | -------------------- | ---------------- |
| Núm              | Ciclista             | Pos              |
| 31               | Warren Barguil (FRA) | 5è               |
| 32               | Kévin Ledanois (FRA) | 124è             |
| 33               | Matis Louvel (FRA)   | DNF              |
| 34               | Łukasz Owsian (POL)  | 75è              |
| 35               | Laurent Pichon (FRA) | 97è              |
| 36               | Alan Riou (FRA)      | 122è             |
| 37               | Diego Rosa (ITA)     | 106è             |

| EF Education-Nippo EFN | EF Education-Nippo EFN               | EF Education-Nippo EFN |
| ---------------------- | ------------------------------------ | ---------------------- |
| Núm                    | Ciclista                             | Pos                    |
| 41                     | Sergio Higuita García (COL) (ruta)   | DNF                    |
| 42                     | Jonathan Caicedo Cepeda (ECU) (ruta) | 55è                    |
| 43                     | Simon Carr (GBR)                     | 35è                    |
| 44                     | Lawson Craddock (USA)                | 98è                    |
| 45                     | Alex Howes (USA) (ruta)              | 99è                    |
| 46                     | Michael Valgren Andersen (DEN)       | 46è                    |
| 47                     | Hideto Nakane (JPN)                  | 110è                   |

| Deceuninck-Quick Step DQT | Deceuninck-Quick Step DQT       | Deceuninck-Quick Step DQT |
| ------------------------- | ------------------------------- | ------------------------- |
| Núm                       | Ciclista                        | Pos                       |
| 51                        | Julian Alaphilippe (FRA) (ruta) | 1r                        |
| 52                        | Mattia Cattaneo (ITA)           | 71è                       |
| 53                        | Josef Černý (CZE)               | DNF                       |
| 54                        | Dries Devenyns (BEL)            | 80è                       |
| 55                        | Mikkel Frølich Honoré (DEN)     | 42è                       |
| 56                        | James Knox (GBR)                | 63è                       |
| 57                        | Mauri Vansevenant (BEL)         | 27è                       |

| Ineos Grenadiers IGD | Ineos Grenadiers IGD             | Ineos Grenadiers IGD |
| -------------------- | -------------------------------- | -------------------- |
| Núm                  | Ciclista                         | Pos                  |
| 61                   | Thomas Pidcock (GBR)             | 6è                   |
| 62                   | Richard Carapaz Montenegro (ECU) | 9è                   |
| 63                   | Edward Dunbar (IRL)              | DNF                  |
| 64                   | Tao Geoghegan Hart (GBR)         | 62è                  |
| 65                   | Michał Kwiatkowski (POL)         | 23è                  |
| 66                   | Luke Rowe (GBR)                  | 130è                 |
| 67                   | Adam Yates (GBR)                 | 20è                  |

| Bora-Hansgrohe BOH | Bora-Hansgrohe BOH          | Bora-Hansgrohe BOH |
| ------------------ | --------------------------- | ------------------ |
| Núm                | Ciclista                    | Pos                |
| 71                 | Maximilian Schachmann (GER) | 10è                |
| 72                 | Cesare Benedetti (ITA)      | 92è                |
| 73                 | Patrick Gamper (AUT)        | 136è               |
| 74                 | Patrick Konrad (AUT)        | 15è                |
| 75                 | Jordi Meeus (BEL)           | DNF                |
| 76                 | Ide Schelling (NED)         | 85è                |
| 77                 | Andreas Schillinger (GER)   | DNF                |

| Trek-Segafredo TFS | Trek-Segafredo TFS     | Trek-Segafredo TFS |
| ------------------ | ---------------------- | ------------------ |
| Núm                | Ciclista               | Pos                |
| 81                 | Bauke Mollema (NED)    | 11è                |
| 82                 | Julien Bernard (FRA)   | 40è                |
| 83                 | Nicola Conci (ITA)     | 30è                |
| 84                 | Niklas Eg (DEN)        | 116è               |
| 85                 | Alexander Kamp (DEN)   | 89è                |
| 86                 | Juan Pedro López (ESP) | DNF                |
| 87                 | Toms Skujiņš (LAT)     | 49è                |

| Cofidis COF | Cofidis COF                   | Cofidis COF |
| ----------- | ----------------------------- | ----------- |
| Núm         | Ciclista                      | Pos         |
| 91          | Guillaume Martin (FRA)        | 16è         |
| 92          | Fernando Barceló Aragón (ESP) | 34è         |
| 93          | Rubén Fernández Andújar (ESP) | 60è         |
| 94          | Simon Geschke (GER)           | 76è         |
| 95          | Jesús Herrada López (ESP)     | 29è         |
| 96          | Victor Lafay (FRA)            | DNF         |
| 97          | Anthony Perez (FRA)           | 78è         |

| Groupama-FDJ GFC | Groupama-FDJ GFC        | Groupama-FDJ GFC |
| ---------------- | ----------------------- | ---------------- |
| Núm              | Ciclista                | Pos              |
| 101              | David Gaudu (FRA)       | 7è               |
| 102              | Bruno Armirail (FRA)    | 96è              |
| 103              | William Bonnet (FRA)    | DNF              |
| 104              | Mathieu Ladagnous (FRA) | 102è             |
| 105              | Valentin Madouas (FRA)  | 86è              |
| 106              | Rudy Molard (FRA)       | 44è              |
| 107              | Romain Seigle (FRA)     | 94è              |

| Bingoal Pauwels Sauces WB BWB | Bingoal Pauwels Sauces WB BWB | Bingoal Pauwels Sauces WB BWB |
| ----------------------------- | ----------------------------- | ----------------------------- |
| Núm                           | Ciclista                      | Pos                           |
| 111                           | Jelle Vanendert (BEL)         | 43è                           |
| 112                           | Laurens Huys (BEL)            | 104è                          |
| 113                           | Rémy Mertz (BEL)              | 112è                          |
| 114                           | Kenny Molly (BEL)             | DNF                           |
| 115                           | Mathijs Paasschens (NED)      | 131è                          |
| 116                           | Tom Paquot (BEL)              | DNF                           |
| 117                           | Luc Wirtgen (LUX)             | 119è                          |

| Bahrain Victorious TBV | Bahrain Victorious TBV | Bahrain Victorious TBV |
| ---------------------- | ---------------------- | ---------------------- |
| Núm                    | Ciclista               | Pos                    |
| 121                    | Dylan Teuns (BEL)      | 32è                    |
| 122                    | Eros Capecchi (ITA)    | 132è                   |
| 123                    | Jack Haig (AUS)        | 19è                    |
| 124                    | Matej Mohorič (SLO)    | 57è                    |
| 125                    | Wout Poels (NED)       | 22è                    |
| 126                    | Jan Tratnik (SLO)      | 56è                    |
| 127                    | Stephen Williams (GBR) | DNF                    |

| BikeExchange BEX | BikeExchange BEX              | BikeExchange BEX |
| ---------------- | ----------------------------- | ---------------- |
| Núm              | Ciclista                      | Pos              |
| 131              | Michael Matthews (AUS)        | 21è              |
| 132              | Brent Bookwalter (USA)        | 74è              |
| 133              | Esteban Chaves Rubio (COL)    | 8è               |
| 134              | Tsgabu Grmay (ETH)            | 93è              |
| 135              | Christopher Juul-Jensen (DEN) | 126è             |
| 136              | Barnabás Peák (HUN)           | 139è             |
| 137              | Robert Stannard (AUS)         | 48è              |

| Astana-Premier Tech APT | Astana-Premier Tech APT       | Astana-Premier Tech APT |
| ----------------------- | ----------------------------- | ----------------------- |
| Núm                     | Ciclista                      | Pos                     |
| 141                     | Jakob Fuglsang (DEN)          | 17è                     |
| 142                     | Alexander Aranburu Deba (ESP) | 13è                     |
| 143                     | Samuele Battistella (ITA)     | DNF                     |
| 144                     | Stefan de Bod (RSA)           | 73è                     |
| 145                     | Omar Fraile Matarranz (ESP)   | 58è                     |
| 146                     | Hugo Houle (CAN)              | 127è                    |
| 147                     | Aleksei Lutsenko (KAZ) (ruta) | 72è                     |

| Lotto-Soudal LTS | Lotto-Soudal LTS         | Lotto-Soudal LTS |
| ---------------- | ------------------------ | ---------------- |
| Núm              | Ciclista                 | Pos              |
| 151              | Tim Wellens (BEL)        | 36è              |
| 152              | Philippe Gilbert (BEL)   | 70è              |
| 153              | Sébastien Grignard (BEL) | 115è             |
| 154              | Tomasz Marczyński (POL)  | 135è             |
| 155              | Sylvain Moniquet (BEL)   | 82è              |
| 156              | Stefano Oldani (ITA)     | DNF              |
| 157              | Tosh Van der Sande (BEL) | 88è              |

| Alpecin-Fenix AFC | Alpecin-Fenix AFC       | Alpecin-Fenix AFC |
| ----------------- | ----------------------- | ----------------- |
| Núm               | Ciclista                | Pos               |
| 161               | Louis Vervaeke (BEL)    | 64è               |
| 162               | Floris De Tier (BEL)    | 51è               |
| 163               | Jimmy Janssens (BEL)    | 87è               |
| 164               | Xandro Meurisse (BEL)   | 111è              |
| 165               | Kristian Sbaragli (ITA) | 25è               |
| 166               | Ben Tulett (GBR)        | 12è               |
| 167               | Philipp Walsleben (GER) | 108è              |

| Qhubeka Assos TQA | Qhubeka Assos TQA          | Qhubeka Assos TQA |
| ----------------- | -------------------------- | ----------------- |
| Núm               | Ciclista                   | Pos               |
| 171               | Fabio Aru (ITA)            | 41è               |
| 172               | Sander Armée (BEL)         | 81è               |
| 173               | Sean Bennett (USA)         | 107è              |
| 174               | Simon Clarke (AUS)         | 65è               |
| 175               | Sergio Henao Montoya (COL) | 28è               |
| 176               | Bert-Jan Lindeman (NED)    | DNF               |
| 177               | Robert Power (AUS)         | 90è               |

| Jumbo-Visma TJV | Jumbo-Visma TJV            | Jumbo-Visma TJV |
| --------------- | -------------------------- | --------------- |
| Núm             | Ciclista                   | Pos             |
| 181             | Primož Roglič (SLO) (ruta) | 2n              |
| 182             | Robert Gesink (NED)        | 38è             |
| 183             | Lennard Hofstede (NED)     | 83è             |
| 184             | Paul Martens (GER)         | 125è            |
| 185             | Sam Oomen (NED)            | 37è             |
| 186             | Christoph Pfingsten (GER)  | 129è            |
| 187             | Jonas Vingegaard (DEN)     | 84è             |

| Movistar Team MOV | Movistar Team MOV                 | Movistar Team MOV |
| ----------------- | --------------------------------- | ----------------- |
| Núm               | Ciclista                          | Pos               |
| 191               | Alejandro Valverde Belmonte (ESP) | 3r                |
| 192               | Jorge Arcas (ESP)                 | 121è              |
| 193               | Iván García Cortina (ESP)         | DNF               |
| 194               | Matteo Jorgenson (USA)            | 91è               |
| 195               | Enric Mas Nicolau (ESP)           | 77è               |
| 196               | Gonzalo Serrano Rodríguez (ESP)   | DNF               |
| 197               | Carlos Verona Quintanilla (ESP)   | 66è               |

| Intermarché-Wanty-Gobert Matériaux IWG | Intermarché-Wanty-Gobert Matériaux IWG | Intermarché-Wanty-Gobert Matériaux IWG |
| -------------------------------------- | -------------------------------------- | -------------------------------------- |
| Núm                                    | Ciclista                               | Pos                                    |
| 201                                    | Jan Bakelants (BEL)                    | 67è                                    |
| 202                                    | Aimé De Gendt (BEL)                    | 117è                                   |
| 203                                    | Quinten Hermans (BEL)                  | 14è                                    |
| 204                                    | Maurits Lammertink (NED)               | 79è                                    |
| 205                                    | Lorenzo Rota (ITA)                     | 39è                                    |
| 206                                    | Kévin Van Melsen (BEL)                 | 118è                                   |
| 207                                    | Loïc Vliegen (BEL)                     | DNF                                    |

| Team DSM DSM | Team DSM DSM             | Team DSM DSM |
| ------------ | ------------------------ | ------------ |
| Núm          | Ciclista                 | Pos          |
| 211          | Andreas Leknessund (NOR) | 53è          |
| 212          | Thymen Arensman (NED)    | 50è          |
| 213          | Marco Brenner (GER)      | 24è          |
| 214          | Mark Donovan (GBR)       | 54è          |
| 215          | Chad Haga (USA)          | DNF          |
| 216          | Martijn Tusveld (NED)    | 68è          |
| 217          | Ilan Van Wilder (BEL)    | 61è          |

| Gazprom-RusVelo GAZ | Gazprom-RusVelo GAZ      | Gazprom-RusVelo GAZ |
| ------------------- | ------------------------ | ------------------- |
| Núm                 | Ciclista                 | Pos                 |
| 221                 | Roman Kreuziger (CZE)    | 47è                 |
| 222                 | Marco Canola (ITA)       | 128è                |
| 223                 | Serguei Txernetski (RUS) | 69è                 |
| 224                 | Piotr Rikunov (RUS)      | DNF                 |
| 225                 | Ivan Rovni (RUS)         | DNF                 |
| 226                 | Dmitri Strakhov (RUS)    | 120è                |
| 227                 | Simone Velasco (ITA)     | 100è                |

| Sport Vlaanderen-Baloise SVB | Sport Vlaanderen-Baloise SVB | Sport Vlaanderen-Baloise SVB |
| ---------------------------- | ---------------------------- | ---------------------------- |
| Núm                          | Ciclista                     | Pos                          |
| 231                          | Aaron Van Poucke (BEL)       | DNF                          |
| 232                          | Alex Colman (BEL)            | 134è                         |
| 233                          | Rune Herregodts (BEL)        | 109è                         |
| 234                          | Arne Marit (BEL)             | DNF                          |
| 235                          | Julian Mertens (BEL)         | 103è                         |
| 236                          | Thomas Sprengers (BEL)       | 95è                          |
| 237                          | Aaron Verwilst (BEL)         | DNF                          |

| Delko DKO | Delko DKO                  | Delko DKO |
| --------- | -------------------------- | --------- |
| Núm       | Ciclista                   | Pos       |
| 241       | Biniam Girmay (ERI)        | 101è      |
| 242       | Clément Carisey (FRA)      | DNF       |
| 243       | Alessandro Fedeli (ITA)    | DNF       |
| 244       | Delio Fernández Cruz (ESP) | 105è      |
| 245       | Mauro Finetto (ITA)        | 26è       |
| 246       | August Jensen (NOR)        | 138è      |
| 247       | Mathias Le Turnier (FRA)   | DNF       |

| UAE Team Emirates UAD | UAE Team Emirates UAD                   | UAE Team Emirates UAD |
| --------------------- | --------------------------------------- | --------------------- |
| Núm                   | Ciclista                                | Pos                   |
| 1                     | Marc Hirschi (SUI)                      | NP                    |
| 2                     | Tadej Pogačar (SLO)                     | NP                    |
| 3                     | Rui Alberto Faria da Costa (POR) (ruta) | NP                    |
| 4                     | Davide Formolo (ITA)                    | NP                    |
| 5                     | Vegard Stake Laengen (NOR)              | NP                    |
| 6                     | Jan Polanc (SLO)                        | NP                    |
| 7                     | Diego Ulissi (ITA)                      | NP                    |

| AG2R Citroën Team ACT | AG2R Citroën Team ACT        | AG2R Citroën Team ACT |
| --------------------- | ---------------------------- | --------------------- |
| Núm                   | Ciclista                     | Pos                   |
| 11                    | Benoît Cosnefroy (FRA)       | 18è                   |
| 12                    | Clément Champoussin (FRA)    | 45è                   |
| 13                    | Stan Dewulf (BEL)            | DNF                   |
| 14                    | Dorian Godon (FRA)           | 59è                   |
| 15                    | Lawrence Naesen (BEL)        | 113è                  |
| 16                    | Aurélien Paret-Peintre (FRA) | 33è                   |
| 17                    | Michael Schär (SUI)          | 123è                  |

| Israel Start-Up Nation ISN | Israel Start-Up Nation ISN | Israel Start-Up Nation ISN |
| -------------------------- | -------------------------- | -------------------------- |
| Núm                        | Ciclista                   | Pos                        |
| 21                         | Michael Woods (CAN)        | 4t                         |
| 22                         | Guillaume Boivin (CAN)     | 137è                       |
| 23                         | Reto Hollenstein (SUI)     | 114è                       |
| 24                         | Daryl Impey (RSA)          | 52è                        |
| 25                         | Krists Neilands (LAT)      | 31è                        |
| 26                         | James Piccoli (CAN)        | 133è                       |
| 27                         | Guy Sagiv (ISR)            | DNF                        |

| Arkéa-Samsic ARK | Arkéa-Samsic ARK     | Arkéa-Samsic ARK |
| ---------------- | -------------------- | ---------------- |
| Núm              | Ciclista             | Pos              |
| 31               | Warren Barguil (FRA) | 5è               |
| 32               | Kévin Ledanois (FRA) | 124è             |
| 33               | Matis Louvel (FRA)   | DNF              |
| 34               | Łukasz Owsian (POL)  | 75è              |
| 35               | Laurent Pichon (FRA) | 97è              |
| 36               | Alan Riou (FRA)      | 122è             |
| 37               | Diego Rosa (ITA)     | 106è             |

| EF Education-Nippo EFN | EF Education-Nippo EFN               | EF Education-Nippo EFN |
| ---------------------- | ------------------------------------ | ---------------------- |
| Núm                    | Ciclista                             | Pos                    |
| 41                     | Sergio Higuita García (COL) (ruta)   | DNF                    |
| 42                     | Jonathan Caicedo Cepeda (ECU) (ruta) | 55è                    |
| 43                     | Simon Carr (GBR)                     | 35è                    |
| 44                     | Lawson Craddock (USA)                | 98è                    |
| 45                     | Alex Howes (USA) (ruta)              | 99è                    |
| 46                     | Michael Valgren Andersen (DEN)       | 46è                    |
| 47                     | Hideto Nakane (JPN)                  | 110è                   |

| Deceuninck-Quick Step DQT | Deceuninck-Quick Step DQT       | Deceuninck-Quick Step DQT |
| ------------------------- | ------------------------------- | ------------------------- |
| Núm                       | Ciclista                        | Pos                       |
| 51                        | Julian Alaphilippe (FRA) (ruta) | 1r                        |
| 52                        | Mattia Cattaneo (ITA)           | 71è                       |
| 53                        | Josef Černý (CZE)               | DNF                       |
| 54                        | Dries Devenyns (BEL)            | 80è                       |
| 55                        | Mikkel Frølich Honoré (DEN)     | 42è                       |
| 56                        | James Knox (GBR)                | 63è                       |
| 57                        | Mauri Vansevenant (BEL)         | 27è                       |

| Ineos Grenadiers IGD | Ineos Grenadiers IGD             | Ineos Grenadiers IGD |
| -------------------- | -------------------------------- | -------------------- |
| Núm                  | Ciclista                         | Pos                  |
| 61                   | Thomas Pidcock (GBR)             | 6è                   |
| 62                   | Richard Carapaz Montenegro (ECU) | 9è                   |
| 63                   | Edward Dunbar (IRL)              | DNF                  |
| 64                   | Tao Geoghegan Hart (GBR)         | 62è                  |
| 65                   | Michał Kwiatkowski (POL)         | 23è                  |
| 66                   | Luke Rowe (GBR)                  | 130è                 |
| 67                   | Adam Yates (GBR)                 | 20è                  |

| Bora-Hansgrohe BOH | Bora-Hansgrohe BOH          | Bora-Hansgrohe BOH |
| ------------------ | --------------------------- | ------------------ |
| Núm                | Ciclista                    | Pos                |
| 71                 | Maximilian Schachmann (GER) | 10è                |
| 72                 | Cesare Benedetti (ITA)      | 92è                |
| 73                 | Patrick Gamper (AUT)        | 136è               |
| 74                 | Patrick Konrad (AUT)        | 15è                |
| 75                 | Jordi Meeus (BEL)           | DNF                |
| 76                 | Ide Schelling (NED)         | 85è                |
| 77                 | Andreas Schillinger (GER)   | DNF                |

| Trek-Segafredo TFS | Trek-Segafredo TFS     | Trek-Segafredo TFS |
| ------------------ | ---------------------- | ------------------ |
| Núm                | Ciclista               | Pos                |
| 81                 | Bauke Mollema (NED)    | 11è                |
| 82                 | Julien Bernard (FRA)   | 40è                |
| 83                 | Nicola Conci (ITA)     | 30è                |
| 84                 | Niklas Eg (DEN)        | 116è               |
| 85                 | Alexander Kamp (DEN)   | 89è                |
| 86                 | Juan Pedro López (ESP) | DNF                |
| 87                 | Toms Skujiņš (LAT)     | 49è                |

| Cofidis COF | Cofidis COF                   | Cofidis COF |
| ----------- | ----------------------------- | ----------- |
| Núm         | Ciclista                      | Pos         |
| 91          | Guillaume Martin (FRA)        | 16è         |
| 92          | Fernando Barceló Aragón (ESP) | 34è         |
| 93          | Rubén Fernández Andújar (ESP) | 60è         |
| 94          | Simon Geschke (GER)           | 76è         |
| 95          | Jesús Herrada López (ESP)     | 29è         |
| 96          | Victor Lafay (FRA)            | DNF         |
| 97          | Anthony Perez (FRA)           | 78è         |

| Groupama-FDJ GFC | Groupama-FDJ GFC        | Groupama-FDJ GFC |
| ---------------- | ----------------------- | ---------------- |
| Núm              | Ciclista                | Pos              |
| 101              | David Gaudu (FRA)       | 7è               |
| 102              | Bruno Armirail (FRA)    | 96è              |
| 103              | William Bonnet (FRA)    | DNF              |
| 104              | Mathieu Ladagnous (FRA) | 102è             |
| 105              | Valentin Madouas (FRA)  | 86è              |
| 106              | Rudy Molard (FRA)       | 44è              |
| 107              | Romain Seigle (FRA)     | 94è              |

| Bingoal Pauwels Sauces WB BWB | Bingoal Pauwels Sauces WB BWB | Bingoal Pauwels Sauces WB BWB |
| ----------------------------- | ----------------------------- | ----------------------------- |
| Núm                           | Ciclista                      | Pos                           |
| 111                           | Jelle Vanendert (BEL)         | 43è                           |
| 112                           | Laurens Huys (BEL)            | 104è                          |
| 113                           | Rémy Mertz (BEL)              | 112è                          |
| 114                           | Kenny Molly (BEL)             | DNF                           |
| 115                           | Mathijs Paasschens (NED)      | 131è                          |
| 116                           | Tom Paquot (BEL)              | DNF                           |
| 117                           | Luc Wirtgen (LUX)             | 119è                          |

| Bahrain Victorious TBV | Bahrain Victorious TBV | Bahrain Victorious TBV |
| ---------------------- | ---------------------- | ---------------------- |
| Núm                    | Ciclista               | Pos                    |
| 121                    | Dylan Teuns (BEL)      | 32è                    |
| 122                    | Eros Capecchi (ITA)    | 132è                   |
| 123                    | Jack Haig (AUS)        | 19è                    |
| 124                    | Matej Mohorič (SLO)    | 57è                    |
| 125                    | Wout Poels (NED)       | 22è                    |
| 126                    | Jan Tratnik (SLO)      | 56è                    |
| 127                    | Stephen Williams (GBR) | DNF                    |

| BikeExchange BEX | BikeExchange BEX              | BikeExchange BEX |
| ---------------- | ----------------------------- | ---------------- |
| Núm              | Ciclista                      | Pos              |
| 131              | Michael Matthews (AUS)        | 21è              |
| 132              | Brent Bookwalter (USA)        | 74è              |
| 133              | Esteban Chaves Rubio (COL)    | 8è               |
| 134              | Tsgabu Grmay (ETH)            | 93è              |
| 135              | Christopher Juul-Jensen (DEN) | 126è             |
| 136              | Barnabás Peák (HUN)           | 139è             |
| 137              | Robert Stannard (AUS)         | 48è              |

| Astana-Premier Tech APT | Astana-Premier Tech APT       | Astana-Premier Tech APT |
| ----------------------- | ----------------------------- | ----------------------- |
| Núm                     | Ciclista                      | Pos                     |
| 141                     | Jakob Fuglsang (DEN)          | 17è                     |
| 142                     | Alexander Aranburu Deba (ESP) | 13è                     |
| 143                     | Samuele Battistella (ITA)     | DNF                     |
| 144                     | Stefan de Bod (RSA)           | 73è                     |
| 145                     | Omar Fraile Matarranz (ESP)   | 58è                     |
| 146                     | Hugo Houle (CAN)              | 127è                    |
| 147                     | Aleksei Lutsenko (KAZ) (ruta) | 72è                     |

| Lotto-Soudal LTS | Lotto-Soudal LTS         | Lotto-Soudal LTS |
| ---------------- | ------------------------ | ---------------- |
| Núm              | Ciclista                 | Pos              |
| 151              | Tim Wellens (BEL)        | 36è              |
| 152              | Philippe Gilbert (BEL)   | 70è              |
| 153              | Sébastien Grignard (BEL) | 115è             |
| 154              | Tomasz Marczyński (POL)  | 135è             |
| 155              | Sylvain Moniquet (BEL)   | 82è              |
| 156              | Stefano Oldani (ITA)     | DNF              |
| 157              | Tosh Van der Sande (BEL) | 88è              |

| Alpecin-Fenix AFC | Alpecin-Fenix AFC       | Alpecin-Fenix AFC |
| ----------------- | ----------------------- | ----------------- |
| Núm               | Ciclista                | Pos               |
| 161               | Louis Vervaeke (BEL)    | 64è               |
| 162               | Floris De Tier (BEL)    | 51è               |
| 163               | Jimmy Janssens (BEL)    | 87è               |
| 164               | Xandro Meurisse (BEL)   | 111è              |
| 165               | Kristian Sbaragli (ITA) | 25è               |
| 166               | Ben Tulett (GBR)        | 12è               |
| 167               | Philipp Walsleben (GER) | 108è              |

| Qhubeka Assos TQA | Qhubeka Assos TQA          | Qhubeka Assos TQA |
| ----------------- | -------------------------- | ----------------- |
| Núm               | Ciclista                   | Pos               |
| 171               | Fabio Aru (ITA)            | 41è               |
| 172               | Sander Armée (BEL)         | 81è               |
| 173               | Sean Bennett (USA)         | 107è              |
| 174               | Simon Clarke (AUS)         | 65è               |
| 175               | Sergio Henao Montoya (COL) | 28è               |
| 176               | Bert-Jan Lindeman (NED)    | DNF               |
| 177               | Robert Power (AUS)         | 90è               |

| Jumbo-Visma TJV | Jumbo-Visma TJV            | Jumbo-Visma TJV |
| --------------- | -------------------------- | --------------- |
| Núm             | Ciclista                   | Pos             |
| 181             | Primož Roglič (SLO) (ruta) | 2n              |
| 182             | Robert Gesink (NED)        | 38è             |
| 183             | Lennard Hofstede (NED)     | 83è             |
| 184             | Paul Martens (GER)         | 125è            |
| 185             | Sam Oomen (NED)            | 37è             |
| 186             | Christoph Pfingsten (GER)  | 129è            |
| 187             | Jonas Vingegaard (DEN)     | 84è             |

| Movistar Team MOV | Movistar Team MOV                 | Movistar Team MOV |
| ----------------- | --------------------------------- | ----------------- |
| Núm               | Ciclista                          | Pos               |
| 191               | Alejandro Valverde Belmonte (ESP) | 3r                |
| 192               | Jorge Arcas (ESP)                 | 121è              |
| 193               | Iván García Cortina (ESP)         | DNF               |
| 194               | Matteo Jorgenson (USA)            | 91è               |
| 195               | Enric Mas Nicolau (ESP)           | 77è               |
| 196               | Gonzalo Serrano Rodríguez (ESP)   | DNF               |
| 197               | Carlos Verona Quintanilla (ESP)   | 66è               |

| Intermarché-Wanty-Gobert Matériaux IWG | Intermarché-Wanty-Gobert Matériaux IWG | Intermarché-Wanty-Gobert Matériaux IWG |
| -------------------------------------- | -------------------------------------- | -------------------------------------- |
| Núm                                    | Ciclista                               | Pos                                    |
| 201                                    | Jan Bakelants (BEL)                    | 67è                                    |
| 202                                    | Aimé De Gendt (BEL)                    | 117è                                   |
| 203                                    | Quinten Hermans (BEL)                  | 14è                                    |
| 204                                    | Maurits Lammertink (NED)               | 79è                                    |
| 205                                    | Lorenzo Rota (ITA)                     | 39è                                    |
| 206                                    | Kévin Van Melsen (BEL)                 | 118è                                   |
| 207                                    | Loïc Vliegen (BEL)                     | DNF                                    |

| Team DSM DSM | Team DSM DSM             | Team DSM DSM |
| ------------ | ------------------------ | ------------ |
| Núm          | Ciclista                 | Pos          |
| 211          | Andreas Leknessund (NOR) | 53è          |
| 212          | Thymen Arensman (NED)    | 50è          |
| 213          | Marco Brenner (GER)      | 24è          |
| 214          | Mark Donovan (GBR)       | 54è          |
| 215          | Chad Haga (USA)          | DNF          |
| 216          | Martijn Tusveld (NED)    | 68è          |
| 217          | Ilan Van Wilder (BEL)    | 61è          |

| Gazprom-RusVelo GAZ | Gazprom-RusVelo GAZ      | Gazprom-RusVelo GAZ |
| ------------------- | ------------------------ | ------------------- |
| Núm                 | Ciclista                 | Pos                 |
| 221                 | Roman Kreuziger (CZE)    | 47è                 |
| 222                 | Marco Canola (ITA)       | 128è                |
| 223                 | Serguei Txernetski (RUS) | 69è                 |
| 224                 | Piotr Rikunov (RUS)      | DNF                 |
| 225                 | Ivan Rovni (RUS)         | DNF                 |
| 226                 | Dmitri Strakhov (RUS)    | 120è                |
| 227                 | Simone Velasco (ITA)     | 100è                |

| Sport Vlaanderen-Baloise SVB | Sport Vlaanderen-Baloise SVB | Sport Vlaanderen-Baloise SVB |
| ---------------------------- | ---------------------------- | ---------------------------- |
| Núm                          | Ciclista                     | Pos                          |
| 231                          | Aaron Van Poucke (BEL)       | DNF                          |
| 232                          | Alex Colman (BEL)            | 134è                         |
| 233                          | Rune Herregodts (BEL)        | 109è                         |
| 234                          | Arne Marit (BEL)             | DNF                          |
| 235                          | Julian Mertens (BEL)         | 103è                         |
| 236                          | Thomas Sprengers (BEL)       | 95è                          |
| 237                          | Aaron Verwilst (BEL)         | DNF                          |

| Delko DKO | Delko DKO                  | Delko DKO |
| --------- | -------------------------- | --------- |
| Núm       | Ciclista                   | Pos       |
| 241       | Biniam Girmay (ERI)        | 101è      |
| 242       | Clément Carisey (FRA)      | DNF       |
| 243       | Alessandro Fedeli (ITA)    | DNF       |
| 244       | Delio Fernández Cruz (ESP) | 105è      |
| 245       | Mauro Finetto (ITA)        | 26è       |
| 246       | August Jensen (NOR)        | 138è      |
| 247       | Mathias Le Turnier (FRA)   | DNF       |